# Эскифьордюр
Эскифьордюр (исл. Eskifjörður) — город и порт в восточной части Исландии. Один из старейших портов на востоке страны. Является третьим по численности населения городом общины Фьярдабиггд. 

## История
7 июня 1998 года Эскифьордюр совместно с городами Нескаупстадур (с сельской общиной Нордфьордур) и Рейдарфьордюр (с одноимённой сельской общиной) образовали общину Фьярдабиггд.

## Достопримечательности
На главной дороге в Эскифьордюр располагается скульптура Рагнара Кьяртанссона, посвящённая морякам, погибшим в море.

## Знаменитые личности
- Эйнар Браги Сигурдссон — исландский поэт.